# Artistes et Modèles (film, 1955)
Pour les articles homonymes, voir Artistes et Modèles et Artists and Models.
Pour plus de détails, voir Fiche technique et Distribution.
Artistes et Modèles (Artists and Models) est un film américain réalisé par Frank Tashlin et sorti en 1955.

## Synopsis
Rick Todd, un artiste de seconde zone, vit avec un colocataire gaffeur, Eugène Fullstack. Ce dernier fait des rêves délirants sur les aventures d'un super-héros nommé « Vincent-le-Vautour » : Rick note les idées d'Eugène, qui parle en dormant, et s'en inspire pour créer une bande dessinée qui lui permet de trouver enfin le succès. Les deux compères font bientôt la connaissance de deux résidentes colocataires de leur immeuble, Abby Parker et Bessie Sparrowbush. Abby s'avère être aussi auteur de BD et, de surcroît, des préférées d'Eugène, celles de « Madame Chauve-souris ». Abby s'inspire de sa fofolle copine Bessie pour écrire ses histoires…

## Fiche technique
- Titre original : Artists and Models
- Titre français : Artistes et Modèles
- Réalisation : Frank Tashlin
- Assistant réalisation : Charles C. Coleman
- Scénario : Frank Tashlin, Herbert Baker, Hal Kanter, Don McGuire d’après la pièce de théâtre de Michael Davidson et Norman Lessing, Rock A Bye Baby[Note 1],[1]
- Décors : Tambi Larsen, Hal Pereira
- Costumes : Edith Head
- Maquillages : Wally Westmore
- Photographie : Daniel L. Fapp
- Son : Gene Garvin, Hugo Grenzbach
- Effets spéciaux : Farciot Edouart
- Montage : Warren Low
- Musique : Charles O'Curran et Walter Scharf (non crédité)
- Production : Hal B. Wallis
- Sociétés de production : Paramount Pictures (États-Unis), Hal Wallis Productions (États-Unis)
- Sociétés de distribution : Paramount Pictures (États-Unis, Finlande, France), Flash Pictures (France)
- Budget : 1,700 M$ (estimation)[Note 2],[2],[1]
- Pays de production :  États-Unis
- Langue originale : anglais
- Format : couleur par Technicolor — 35 mm — 1.85:1 VistaVision — son stéréophonique (Western Electric Sound System)
- Durée : 102 minutes
- Genre : comédie, film musical
- Dates de sortie : 
  - États-Unis, 25 août 1955
  - France, avril 1956
- (fr) Classifications CNC : tous publics, Art et Essai (visa d'exploitation no 17796 délivré le 20 avril 1956)
- Affiche : Roger Soubie (France)

## Distribution
- Dean Martin (VF : Michel Gudin) : Richard « Rick » Todd, un peintre, colocataire d'Eugène
- Jerry Lewis (VF : Jacques Dynam) : Eugène Fullstack, un jeune homme obnubilé par les comics
- Shirley MacLaine (VF : Nelly Benedetti) : Bessie Sparrowbush, la secrétaire de Murdock et colocataire d'Abby
- Dorothy Malone : Abigail « Abby » Parker, une blonde dessinatrice
- Eddie Mayehoff (VF : André Bervil) : M. Murdock
- Eva Gabor (VF : Jacqueline Porel) : Sonia / Madame Curtis
- Anita Ekberg (VF : Paula Dehelly) : Anita, un modèle
- George Foghorn Winslow : Richard Stilton
- Jack Elam : Ivan, un espion russe
- Kathleen Freeman (VF : Hélène Tossy) : Mme Muldoon
- Herbert Rudley (VF : Lucien Bryonne) : Samuels, le chef des services secrets américains
- Richard Shannon (VF : Louis Arbessier) : Rogers, un agent des services secrets américains
- Richard Webb : Peters, un agent des services secrets américains
- Alan Lee : Otto
- Otto Waldis : Kurt
- Margaret Barstow : la fille de Murdock
- Martha Wentworth : la grosse dame
- Sara Berner : Mme Stilton

Acteurs non crédités
- Clancy Cooper : un officier de police
- Minta Durfee : une danseuse
- Charles Evans : Général Traynor
- Eve Miller

## Production

### Casting
C'est après avoir vu la représentation de Pique-nique en pyjama au St James Theater de Broadway, où Shirley MacLaine remplaçait Carol Haney blessée à la cheville, que Jerry Lewis, emporté par la prestation de Shirley Mac Laine, réussit à convaincre Hal Wallis, producteur, de l'engager comme partenaire dans le film.

### Tournage
- Période de prises de vue : 28 février au 23 avril 1955 ; scènes additionnelles tournées les 30 avril, 3 mai et 6 juin 1955[1].
- Intérieurs : Paramount Studios (Los Angeles)[4].
- Shirley MacLaine[5] : « La première fois que j’ai travaillé avec Jerry, j'étais censée jouer une scène qui se déroulait sur un palier et qui s'intitulait L’Énamourée[Note 3]. Je chantais une chanson d'amour et je portais une sortie de bain jaune. Mon rôle consistait à sautiller sur les marches d'un air provocant, en prenant des poses amusantes pour que Jerry tombe amoureux de moi. J'étais terrorisée par la peur d'être ridicule. […] Je jouais ma scène tant bien que mal et quand ce fut terminé, j'étais assez contente de moi. Pourtant, Jerry quitta le plateau l'air furieux, sans dire un mot. […] Je l'entendis déclarer qu'il ne voulait pas faire cette scène. Je crus évidemment que c'était à cause de moi. L'assistant faisait les gros yeux. Je m'assis et attendis. Quelques minutes plus tard, le producteur, Hal B. Wallis, arriva sur le plateau. Il entra dans la loge de Jerry et ferma la porte derrière lui. Au bout d'un moment, ils sortirent, et je compris que Wallis avait eu le dernier mot. […] Jerry et moi avons repris la répétition. […] La scène avait été écrite pour mettre en valeur le personnage féminin, moi en l'occurrence. Jerry servait de faire-valoir. Mais il avait l'habitude d'être celui qui fait rire et il n'était pas prêt à changer de rôle. En fait, il était extrêmement drôle mais, comme tous les grands comiques, il craignait toujours de ne pas l'être. Les répétitions de cette scène et des autres ne durèrent pas longtemps. Jerry fut plutôt aimable avec moi. J'ignorais que sa survie dépendait de ce film. Dean et lui étaient en train de se séparer. »

### Chansons
Paroles de Jack Brooks et musiques de Harry Warren :
- When You Pretend, interprétée par Dean Martin et Jerry Lewis,
- You Look So Familiar, interprétée par Dean Martin,
- Innamorata ou Sweetheart, interprétée par Dean Martin (version « crooner »), reprise par Shirley MacLaine (version « comic »),
- The Lucky Song, interprétée par Dean Martin,
- Artists and Models, interprétée par Dean Martin,
- The Bat Lady, chanson supprimée au montage[Note 4].

## Distinctions
Œuvre classée dans les « 1001 films à voir avant de mourir ».

## Thèmes et contexte
Depuis la fin des années 1940, le tandem Dean Martin-Jerry Lewis fonctionnait déjà bien dans des films humoristiques de série B. Mais ici, le duo vedette est celui formé par Lewis et MacLaine. Les patronymes des deux foufous de l'histoire donnent le ton : Eugène Fullstack (monsieur « pile (électrique) chargée ») face à Bessie Sparrowbush (miss « buisson à moineau »). Leur gestuelle et leurs mimiques sont celles des héros des comics d'autrefois : Jerry, yeux qui louchent et lèvres élastiques, et Shirley, paupières papillonnantes et jambes agitées de Betty Boop. Scènes d’anthologie efficaces dans le registre burlesque voire absurde de Frank Tashlin : Jerry déguisé en énorme peluche rose fumante et Shirley chantant avec la voix d'Olive Oyl, yeux révulsés et bouche en cœur…
À la 78e minute du film, on note une référence explicite à Fenêtre sur cour, suspense d'Alfred Hitchcock sorti un an plus tôt.